# أوياكي
أوياكي (باليابانية: おやき) معجنات يابانية يعود أصلها إلى محافظة ناغانو.

## الاصل
أوياكي هو نوع من المعجنات التي يعود أصلها إلى محافظة ناغانو. وناغانو جزء من منطقة جبلية وسط اليابان تهطل عليها الثلوج بغزارة في الشتاء. وكان المزارعون هناك يميلون إلى زراعة القمح بدلا من الأرز. كما كان السكان المحليون يستخدمون دقيق القمح لصنع العجين الذي يحشونه بحشوات مختلفة مصنوعة من مكونات في المتناول مثل اليقطين العسلي والباذنجان وفجل الدايكون. وهذه المعجنات هي جزء لا يتجزأ من الأكل اليومي للسكان. ونظرا لسهولة حملها كان المزارعون يأخذونها معهم إلى الحقول لتناولها كوجبة غداء. وتظهر هذه المعجنات في احتفالات مختلفة خلال السنة ومناسبات تكريم أرواح الأسلاف. والشكل المستدير أو «مارو» باليابانية مرتبط بالسعادة والرفاهية. وتؤكل هذه المعجنات عادة خلال احتفالات رأس السنة لأنها تعبر عن التمنيات بأن تنعم الأسرة بالسعادة خلال السنة الجديدة. أما المعجنات التي تقدم في المناسبات الاحتفالية فتحشى غالبا بمعجون فاصولياء الأزوكي المحلى. وكانت تعتبر من الحلويات الفاخرة لأنها تحتوي على مكونات غالية الثمن. ومعجنات أوياكي كانت تحضر عادة في البيت إلا أن العديد من المحلات بدأت في بيعها لأغراض تجارية في سبعينيات القرن الماضي عندما استضافت ناغانو دورة الألعاب الأولمبية الشتوية عام 1998. وساعد اهتمام وسائل الإعلام بالطبخ المحلي في جعل الناس في مختلف أنحاء اليابان يتعرفون على معجنات أوياكي.

## المكونات
لتحضير العجين:
- طحين عادي
- ماء مغلي
- ملح
- زيت نباتي

لصنع الحشو:
- يقطين عسلي
- ماء
- زيت نباتي
- سكر
- صلصة الصويا
- ملح

## طريقة الطهي
- يخلط الملح والزيت النباتي مع الماء المغلي.
- يوضع الطحين في إناء ويضاف إليه الماء المغلي. ويخلط باستخدام الشوكة حتى يتحولا إلى عجين. يدلك العجين بالأيدي إلى أن يصبح متجانسا وخاليا من الكتل ثم يوضع فوق مكان مسطح ويدلك مجددا حتى يصبح ناعما ولينا. بعد ذلك يوضع في إناء نظيف ويغطى بقطعة من بلاستيك المطبخ ويترك ليرتاح جانبا لمدة 30 دقيقة على الأقل.
- يقشر اليقطين العسلي ويقطع إلى شرائح طولها من 7 إلى 8 سنتيمترات وسمكها حوالي خمسة مليمترات.
- يسخن الزيت في مقلاة وتحمر شرائح اليقطين بشكل خفيف. ثم يضاف إليها ربع كوب من الماء. يوضع غطاء على المقلاة وتترك الشرائح تطهى لنحو 5 دقائق حتى تصبح لينة. تتبل بعد ذلك بالسكر وصلصة الصويا والقليل من الملح وتمزج جيدا حتى تصبح كتلة واحدة. توضع بعد ذلك في صينية أو صحن كبير وتترك لتبرد. تقسم إلى حصص وتشكل كل حصة على شكل كرة.
- يشكل العجين على هيئة قضيب ويقطع إلى حصص. تشكل كل حصة على هيئة كرة. ويرش عليها القليل من الطحين وتفرد كل واحدة حتى تصبح على شكل قرص قطره حوالي 10 سنتيمترات.
- توضع كرة من الحشو في وسط كل قرص عجين. وتمدد الحواف وتلف حول الحشو ويضغط عليها قليلا. توضع المعجنات المحشية بحيث تكون جهة التحام العجين في الأسفل ويضغط عليها مجددا بشكل خفيف حتى تتشكل معجنات مستديرة قطرها ما بين 7 و8 سنتيمترات وسمكها سنتيمتر واحد.
- يسخن القليل من الزيت في مقلاة. وتحمر المعجنات من الجهتين على نار هادئة حتى يتحول لونها إلى بني ذهبي.
- بعد ذلك توضع المعجنات في آنية الطهي على البخار وتترك تطهى على نار متوسطة لنحو 10 دقائق ثم تقدم للأكل.